# Битва при Акабі
Битва при Акабі (араб. معركة العقبة; англ. Battle of Aqaba) сталася 6 липня 1917 року біля порту Акаба на Червоному морі (в теперішній Йорданії). Бій став ключовим епізодом Великого арабського повстання проти османського панування під час Першої світової війни. Атакуючі арабські сили на чолі з Шерифом Насіром і Авдою Абу Таї за підтримки Томаса Едварда Лоуренса здобули рішучу перемогу над силами Османської імперії.

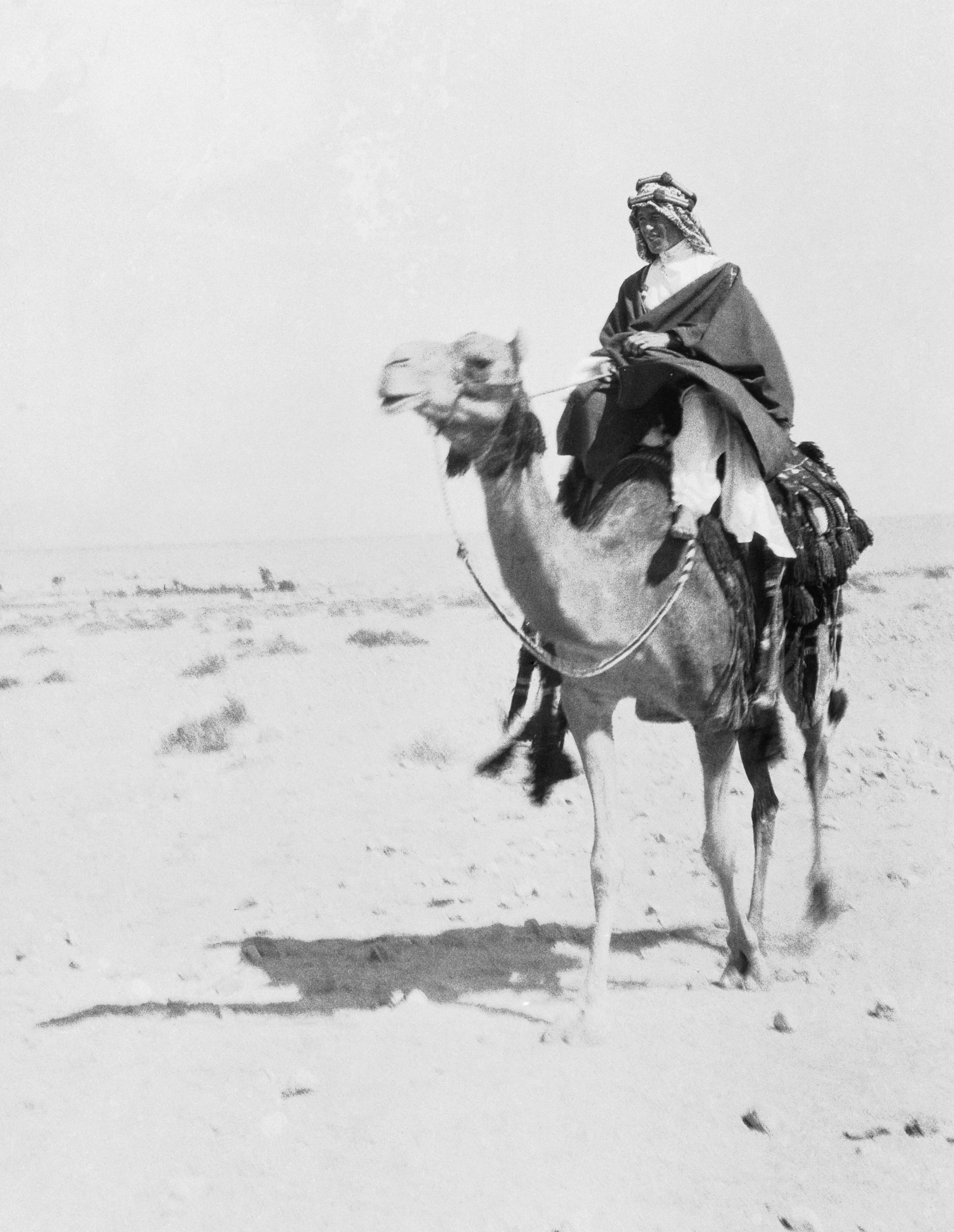
Томас Едвард Лоуренс, відомий як Лоуренс Аравійський

## Передумови
Гілберт Клейтон заявив Лоуренсу: «Похід на Акабу з боку Фейсала наразі не бажаний...» Лоуренс, втім, вирішив зробити по-іншому, наголошуючи на приватності цієї справи, оскільки «Фейсал надавав гроші, верблюдів, приміщення та вибухівку»:257–58.
На чолі 600-мильного марш-кидку пустелею стояв Шериф Насір, тоді як Лоуренса супроводжували Несіб аль Бекрі та Авда Абу Таї, лідер північного бедуїнського племені Ель-Хувейтат. Загальна чисельність сил, що вирушили 9 травня 1917 року, становила 45 вершників на верблюдах:269.
З півночі та сходу Акаба була оточена горами, маючи сполучення лише через Ваді-Ітм. Довга та вузька ущелина могла бути заблокована османами для запобігання будь-якого вторгнення британців морем, втім Королівський флоту мав можливість для обстрілів з боку моря. В період упродовж 1914—1917 років османський гарнізон міста виріс зі 100 до 300 осіб, за рахунок переважно арабської жандармерії. За словами Ніла Фолкнера, «британське верховне командування вже давно переймалося Акабою». В османській Акабі британці бачили загрозу для сил Арчибальда Мюррея, оскільки вона могла стати базою для німецьких підводних човнів у Червоному морі. До того ж, османи могли дістатися сусіднього Синайського півострова.
За словами Т. Е. Лоуренса, арабам була потрібна Акаба, по-перше, задля розширення контрольованої ними території, і по-друге, задля налагодження зв'язку з британцями

## Похід і битва
Лоуренс та його соратник Ньюкомб намагалися переконати турецьку армію, що метою їхнього наступу є Дамаск та Алеппо, відвертаючи увагу від справжньої цілі — порту Акаби. Похід до Акаби розпочався в травні, а Нурі Шаалану було заплачено 6 тис. фунтів стерлінгів золотом за використання Ваді-Сірхана як бази.
Перебуваючи в Баїрі, Лоуренс і Авда вдалися до нападу на залізничну лінію поблизу міста Дар'а, щоб переконати турків, що головні арабські сили перебували в Ель-Азраку. Відмовившись від походу на півночі, Лоуренс і Зааль зрештою атакували станцію Атві на південь від Амману, перш ніж повернутися назад до Баїру:228, 263, 269–70, 285–87, 293–94.
Три клани з племені Ель-Хувейтат намагалися забезпечити контроль над перевалом Аба-ель-Ліссан вздовж шляху з Маана до Акаби. У той час, поки арабські сили атакували блокгауз Фувейла на перевалі, Авда та Лоуренс здійснили напад на гарнізон Гадір-ель-Хадж вздовж залізничної лінії на південь від Маана, зруйнувавши десять мостів. Однак, контроль над перевалом був втрачений після прибуття турецького батальйону допомоги під керівництвом Ніаз-бея, який зайняв Аба-ель-Ліссан:295–99, 309.
2 липня Авда Абу Таї особисто очолив атаку п'ятидесяти вершників на турецькі війська, тоді як 400 вершників на верблюдах під керівництвом Насіра та Лоуренса атакували їхній фланг. У висліді турецькі втрати склали 300 осіб загиблими та 160 полоненими, натомість араби втратили лише двох загиблими. Відомо, що Лоуренс ледь не загинув під час бою після того, як випадково вистрілив у голову свого верблюда. В Авду потрапило шість куль, що знищили його польові окуляри, кобуру та піхви; втім, сам він залишився неушкодженим:300–05, 664.

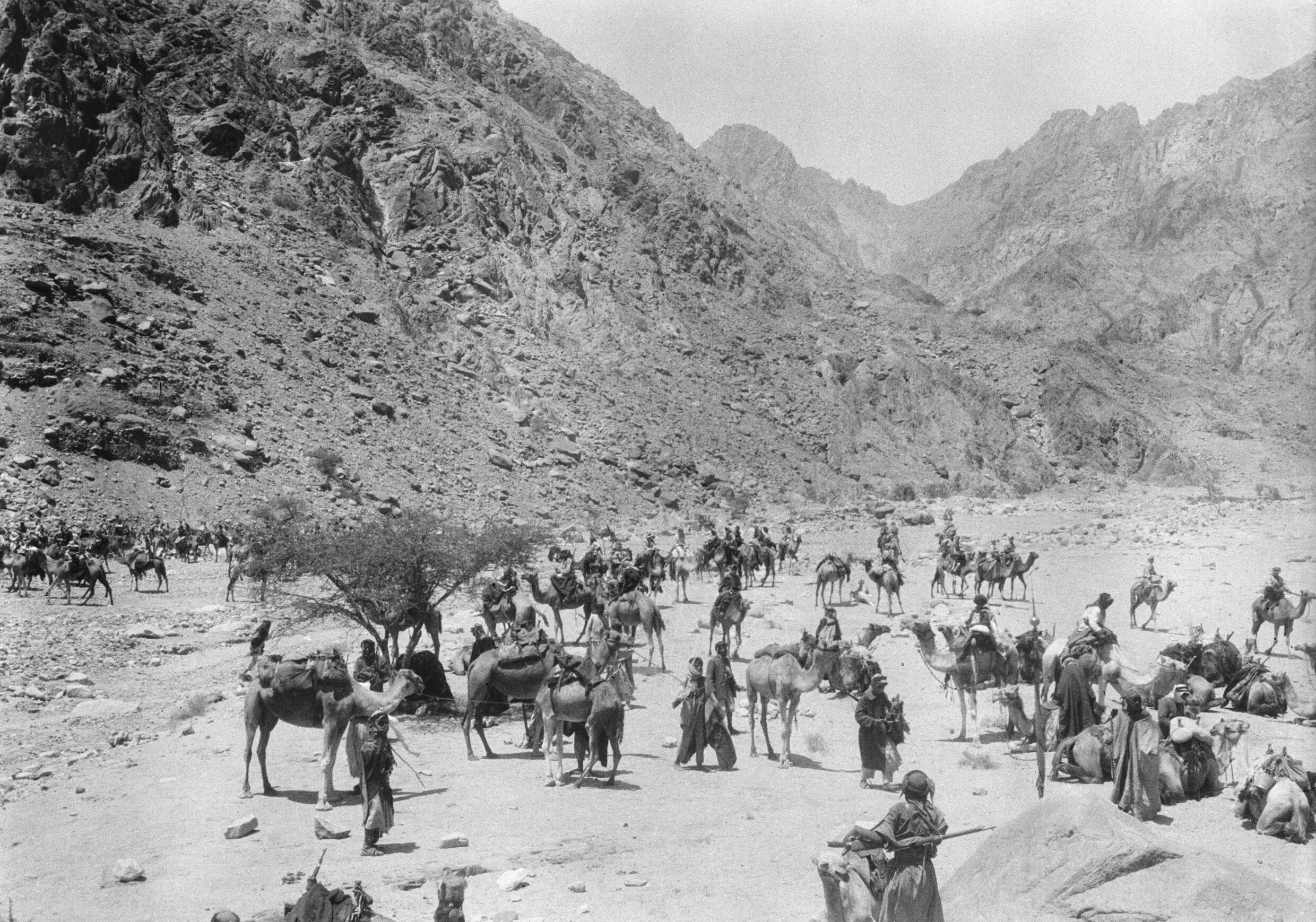
Обговорення умов капітуляції, 5 липня 1917 року

Попереду на шляху до Акаби стояли ще три турецькі пости: Гувейра, Кетіра та Хадра. Гувейра була захоплена Шейхом Ібн Джадом до приїзду Авди та Лоуренса, а 120 солдатів її турецького гарнізону потрапили в полон. Кетіра була взята в ніч на 4 липня під час місячного затемнення. Гарнізон із 300 осіб у Хадрі здався 6 липня. Відтак, Акаба, що лежала за 4 милі на морському узбережжі, стала відкритою:308–12, 664.

## Наслідки

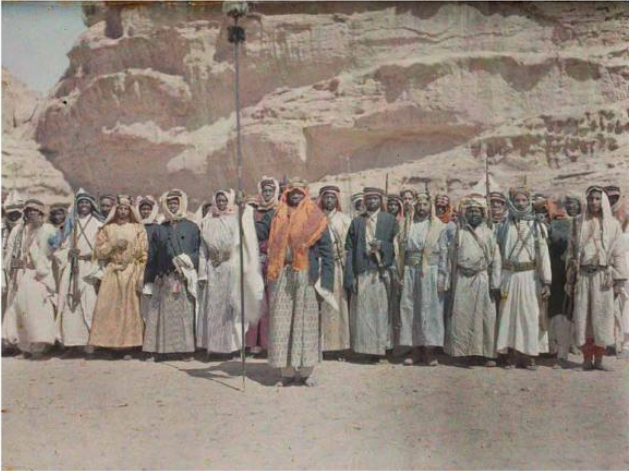
Арабські сили в Акабі 28 лютого 1918 року. Автохромна кольорова фотографія

До кінця протистояння арабські сили розширились до 2 тис. за рахунок підкріплень з племені Ель-Хувейтат. Авда заснував військовий пост у Гувейрі з 600 представників свого клану, що тримався протягом наступних 1,5 місяців. Завдяки ньому Акаба залишися утриманою, хоча османи і зуміли повернути Абу-ель-Ліссан і Фувейлу. Арабські форпости також були створені в пунктах Петра, Делага та Батра, вздовж нагір'я Маан:277, 313–14:314–15.
Лоуренс, у супроводі восьми інших осіб, усього за 49 годин подолав шлях у 160 міль вздовж Синайського півострова через перевал Мітла до Суецу. Діставшись Ісмаїлії, Лоуренс переконав командування надіслати до Акаби із запасами їжі HMIS Dufferin, що мав доставити полонених на шляху назад. У Каїрі Лоуренс попросив у генерала Едмунда Алленбі, зброю, 16 тис. фунтів золотом для сплати боргів, а також 200 тис соверенів для втілення планів щодо порушення сполучення з Єрусалимом. Алленбі, який пообіцяв Лоуренсу зробити все від нього залежне, згодом повідомив маршалу Вільяму Роберту Робертсону, що «...навіть частковий успіх планів капітана Лоуренса сильно порушить турецькі залізничні комунікації на південь від Алеппо, тоді як повний успіх повністю знищить цей єдиний шлях [турецьких] комунікацій :280:315–21.
Отож, з Акаби, що стала провідною базою Королівського флоту, здійснювалася підтримка сил Фейсала що прибули 23 серпня; сам порт охоронявся кораблями HMS Euryalus та HMS Humber. У Кунтіллі була збудована посадкова смуга, завдяки чому Королівський льотний корпус здійснював бомбардування Маану, Абу-ель-Ліссану та Фувейли у той час, як сили Авди атакували Хіджазьку залізницю. За словами Лоуренса, «протягом наступних чотирьох місяців наші експерти з Акаби знищили сімнадцять локомотивів. Подорожування стало для ворога непередбачуваним жахом»:312–13:341–43, 380.

## В культурі
Похід на Акабу та взяття міста зображені в британському культовому фільмі 1962 року «Лоуренс Аравійській».